# Lambari (Minas Gerais)
Lambari is een gemeente in de Braziliaanse deelstaat Minas Gerais. De gemeente telt 19.244 inwoners (schatting 2009).

## Aangrenzende gemeenten
De gemeente grenst aan Cambuquira, Campanha, Heliodora, Jesuânia, Natércia en São Gonçalo do Sapucaí.

## Verkeer en vervoer
De plaats ligt aan de wegen BR-460 en MG-456.